# Domica
A Domica a Szlovák-karszt tájegység legnagyobb, világméretű jelentőségű barlangja.
A Rozsnyói járás déli részén fekszik, Kecső település határában. A Magyarországon található Baradla-barlanggal együtt 25 kilométer hosszú, összefüggő barlangrendszert alkot. Maga a Domica 5140 méter hosszú, melyből 1932 óta 1775 méter látogatható a nagyközönség számára. Ján Majko tárta fel 1926-ban.
A cseppkőalakzatok kivételes sokfélesége és gazdagsága sorolja a Domica-barlangot a legszebbek közé. A látogatóknak felejthetetlen élményt nyújt a Styx nevű föld alatti folyón hajókázni. A Domica a folyóvíz eredetű barlangok közé tartozik, fejlődése pedig előrehaladottnak mondható. A hőmérséklet 10 °C és 12,3 °C között mozog a barlangban, a páratartalom pedig 95–97%.

## Keletkezés és struktúra
A barlangot a közép-triászban keletkezett világosszürke wettersteini mészkő alkotja. A domicai patak és a Styx föld alatti folyó korrodáló-erodáló tevékenysége folytán alakult barlang, melynek bizonyítékai az ovális formájú folyosók és a barlangon kívüli eredetű folyami kavics nagy mennyisége. A Domicában három fejlődési szint figyelhető meg, melyeket egymástól 8–12 m relatív magasságkülönbség választ el. Mindegyikben eróziós és akkumulációs korszakok váltakoznak, amiről a mennyezeti mélyedések tanúskodnak. A mára kiszáradt mélyedések a légrégebbi fejlődési fázist mutatják, míg azokon a területeken, ahol a Styx és a Domica patak folyik, a középső fejlődési időszak látszik. Ez alatt található a legfiatalabb korú terület, amit folyami kavics és agyag borít. A Domica felszíni részei valószínűleg a pliocén-korabeli kavicsos-agyagos talajra rétegződve, a felső-pannon időszakban keletkeztek a tengerszint alatt, amikor a mostani hidrografikus hálózat is létrejött.
339 méteres tengerszint feletti magasságban húzódik egy mesterségesen kialakított vájat a Domica patak medre mellett az azonos nevű hegy alatt, amiről magát a barlangot is elnevezték. A száraz területeken megnézhetjük a Bejárati folyosó, az Őserdő, a Hangversenyterem, a Pálmaliget, a Pagoda, a Száraz folyosó és a Teraszok terme nevű képződményeket. Mindegyiküket számos elhalt cseppkőalakzat díszíti. Némely cseppkő rózsaszínű árnyalatú, ami a vörös talajnak (terra rosa) köszönhető. Az alsóbb szinteken van a Felfedezőút, amin a Domica patak folyik át, és a föld alatti Styx medre található – a Szűzi folyosó, az Anyák dómja, az Első és Második hajózás. Az Első hajózás része a Gótikus templom, amelyben egy 100 m mély tó áll. A Gótikus templom végében van a Kincstár, ahol olyan cseppkőalakzatokat csodálhatunk meg, mint a Szomorúfűzek és a Diadaloszlop. A Második hajózás területét templomok és termek alkotják, melyekbe 480 m hosszan folyik a Styx. A cseppkőalakzatok közül az Ormány nevű függő képződmény és a Virágoskert tányér-sztalagmitok alkotta Kőrózsája érdekesek. A barlangot az alakzatok gazdagsága teszi kiemelkedően fontossá. Ezek közül a Domicára legjellemzőbbek a borsókövek, a hagyma alakú sztalaktitok, a tavacska vízeséssel (Római fürdők, Plitvicei-tavak).

## A barlang problémái

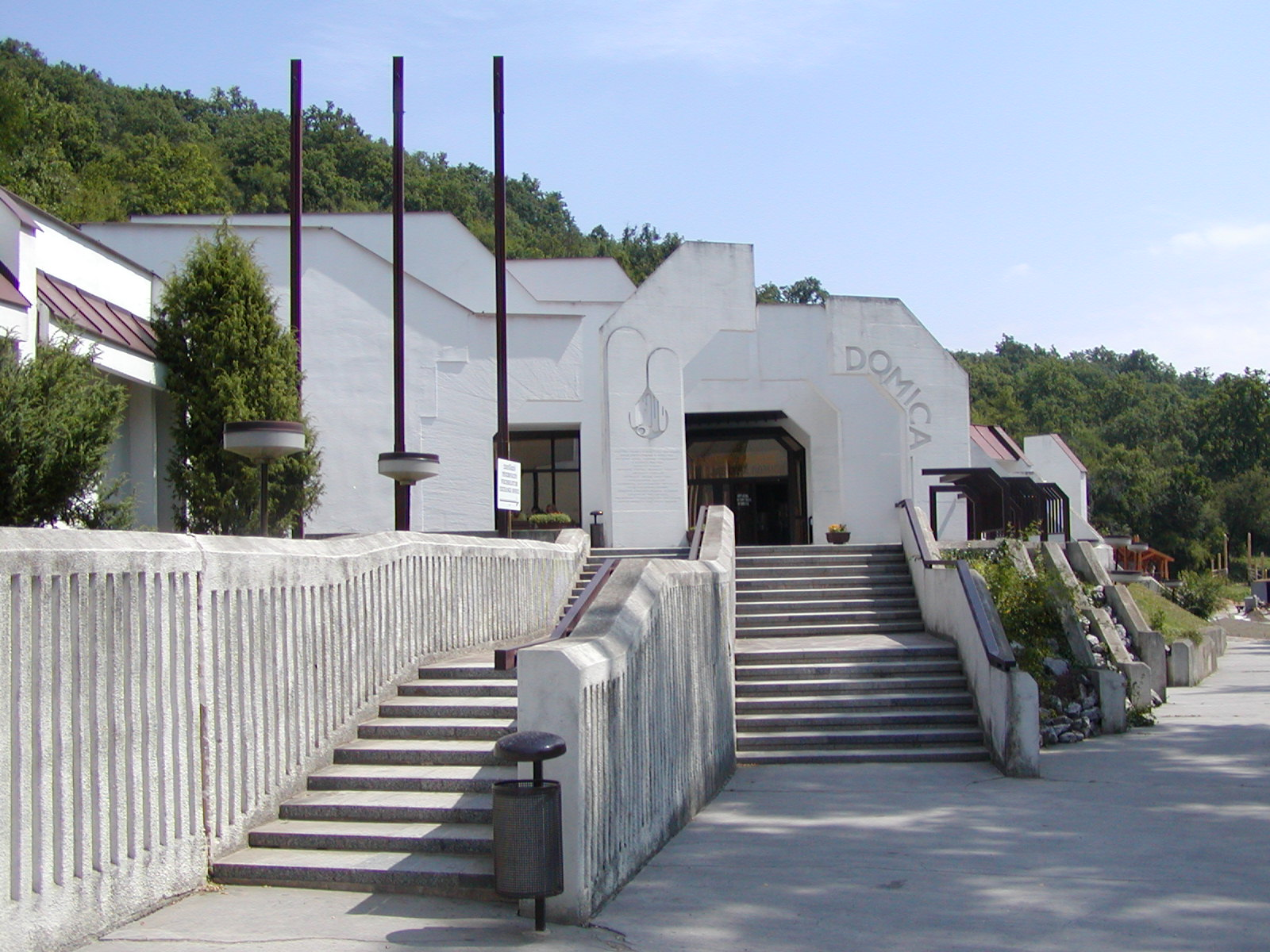
A bejárat

Az 1950-es évek elejétől 1984-ig a Domica minden évben elszenvedett egy árvizet, amelyek veszélyeztetni kezdték a barlangot, miután felszántották a környező gazdaságok szántóföldjeit. A kiadós viharok után a bőséges esővíz közvetlenül a barlang előtt folyt el. Nagy árvizek értek el Domicát három évben is: 1954-ben, 1956-ban és 1964-ben. A legnagyobb katasztrófa 1977 áprilisában történt. Akkor bőséges csapadékot hozó erős vihar pusztított. A barlang előtti terület hamar tóvá változott, miközben a vihar nem csendesedett. A barlangba folyó víz nyomása végül ledöntötte a bejáratra erősített nehéz vaskaput, és hatalmas vízmennyiség ömlött a barlangba. A bejárati folyosót, a Fekete termet, a Régészek folyosóját, a 11 láng termét, a Római fürdőt, az Anyák dómját, az Első Hajózást, a bal szárnyban az Őserdőt egészen a Japán teaházig mindenütt elborította az ár, melynek romboló ereje mindenütt nyomokat hagyott. A közvetlenül a bejárati kapu mögött lévő betonba mintegy 4 méter hosszú gödröt vájt a víz. Nyomtalanul eltüntette azt a sóderhalmot, amit az ösvények felújításához készítettek elő a Kereszteződésnél. A régészeti lelőhelyeken is elmosta a neolitkori emberre utaló már előkerült bizonyítékokat, mindenhol folyami iszapot hagyva maga mögött. Még az elektromos világítás vezetékeit is tönkretette. Olyan hatalmas károk keletkeztek, hogy felmerült a Domica végleges bezárása. Végül az akkori Kulturális Minisztérium a barlang teljes felújítása mellett döntött, és felépíttették a bejáratot, ami a Domica biztonságát hivatott szolgálni. 1984. október 4-én adták át hivatalosan a területet, ami ma már nemcsak a barlang védelmét biztosítja, hanem a régészeti leletekből összeállított kiállításnak is otthont ad.
Az új bejárat felépítése azonban csak az árvíz rombolását zárja ki. Más veszélyek továbbra is fenyegetik a Domicát. A barlang legnagyobb problémája a nem megfelelő világítás, ami miatt moha nő a cseppköveken. A cseppkövek csúnya zöld színt kapnak ettől, ráadásul ez a pusztulásukat is okozhatja. További gondot jelentenek azok a szerves anyagok, amelyek a szántóföldekről jutnak a barlangba, végigfolynak a falakon és leülepednek a tavakban. Megváltoztatják a barlangi tavak vizeinek kémiai összetételét, ezzel veszélyeztetve a cseppkövek létét.

## Régészeti leletek
A Domica-barlang régészeti szempontból fontos lelőhely. A szeletienhez köthető kőszerszámokat is találtak, valamint a keleti vonaldíszes kerámia (alföldi vagy gömöri) középső fázisának és a bükki kultúra (bukovohorská kultúra) népe is megtelepedett benne. A természeti katasztrófa okozta elzáródásnak köszönhetően a leleteket csak 1926-ban találták meg in situ helyzetben.
Mivel Ján Majko és barlangász társai még mielőtt régészeti feltárás történt volna, az egyedülálló lelőhelyet nagyban megbolygatták, így a pontatlan emlékeikre vagyunk hagyatva a leletkörülményeket illetően. Majko szerint a 11 láng termében, melyben teljes sötétség honolt, a felszínen szabályos négyzet alakú foltok voltak. Ezek valószínűleg könnyű tetőszerkezetek lehettek, melyek a csöpögő víztől védték az ott tartózkodókat. Köztük ösvényszerűen kitaposott utak voltak, melyeken elszórtan edények, kőszerszámok és más hétköznapi tárgyak (kőmalmok, csonttárgyak) helyezkedtek el. A felfedezők ezeket fokozatosan elhordták, mint szuveníreket. Ezen kívül megsemmisültek az őskori láb és kézlenyomatok is az agyagbányászásra használt gödrök környékén. A bányász szerszámok nyomai azonban máig láthatóak. A Teraszok termében ma is láthatóak azon szintek melyek amfiteáter szerűen vannak kialakítva a Styxben végződő lépcső körül.
Régészeti feltárás végül a 20. század 30-as és 60-as éveiben folyt, melyek megtalálták a 11 láng termében a tetőszerkezetek és azok cölöplyukainak maradványait, melyek közt 11 tűzhelyet fedeztek fel. A vékonyfalú kerámia leletek nagy része vésett díszítésű volt, melyet többfogú fésűkkel alakíthattak ki. Mintegy 45 000 cserépdarab maradt fenn.
A Szent termet eredetileg fakonstrukció zárhatta. Az egyik bemélyedését a Misztériumok dómjánál még ma is 3 geometrikus szénrajz borítja. Bejáratának alakja alapján egyes régészek feltételezik hogy itt a termékenységi kultusszal összefüggésbe hozható rituálékat folytattak.

## Lásd még
- Az Aggteleki-karszt és a Szlovák-karszt barlangjai

## Fordítás
- Ez a szócikk részben vagy egészben  a   Domica című szlovák Wikipédia-szócikk fordításán alapul.  Az eredeti cikk szerkesztőit annak laptörténete sorolja fel. Ez a jelzés csupán a megfogalmazás eredetét és a szerzői jogokat jelzi, nem szolgál a cikkben szereplő információk forrásmegjelöléseként.